# Cool-B
『Cool-B』（クールビー）は、ヘッドルームから発行されている隔月刊の女性向けゲーム雑誌。発売は宙出版。偶数月の4日に発売されている。ボーイズラブゲームや乙女ゲームを中心に取り上げている。12号で終刊した『微熱王子』（スタジオDNA）を引き継いでいる。
2005年4月8日発売の「Cool-B 2005年5月号新創刊号」が創刊号となった。BL系18禁アドベンチャーゲーム『学園ヘヴン BOY'S LOVE SCRAMBLE!』が創刊号の表紙を飾り、他にも創刊号では18禁のADVボーイズラブゲーム『Angel's Feather -黒の残影-』、ボーイズラブ系アダルトゲームの『絶対服従命令』、ボーイズラブ系アダルトゲームの『咎狗の血』などがピンナップ・特集されていた。
2025年1月29日発売の「2025年冬号」の発行を以って休刊となった。